# Erika Funke
Erika Funke, född Nybom den 8 september 1968, är en svensk journalist och chefredaktör.

## Biografi
Funke anställdes av Antikbörsen som redaktionssekreterare 1995 och blev redaktionschef 2001. År 2009 utsågs hon till chefredaktör för tidningen, som nu hette Antikvärlden.
Antikvärlden gavs ut av Antikbörsens förlag som mot slutet av år 2011 lät tidningen uppgå i nybildade Bonnier Antik och Livsstil som gav ut Hem & Antik, Antikvärlden, Allt om Fritidshus och Gård & Torp. En följd av detta var att Funke även blev chefredaktör för Hem & Antik. År 2014 lades Antikvärlden ner och Funke fortsatte som chefredaktör för Hem & Antik.
År 2015 blev Funke istället chefredaktör för Gods & Gårdar. År 2018 blev hon även chefredaktör för Gård & Torp. Hon slutade på båda tidningarna mot mitten av 2022.
Hösten 2022 presenterades en ny organisation för Expressen Lifestyle och Funke utsågs till avdelningschef för "Mat, vin, motor och resor" där Allt om mat, Allt om Vin, Hembakat, Mitt Kök, Allt om Resor och Teknikens värld ingick. År 2023 tillträdde hon även som chefredaktör för Allt om mat.

## Familj
Erika Funke är dotter till studierektor Thorwald Nybom och mellanstadielärare Eivor Nybom. Hon är gift med Henrik Funke, chef vid Bauer Radio.